# Crambus viettallus
Crambus viettallus là một loài bướm đêm trong họ Crambidae.